# Castelo de Powis

O Castelo de Powis (em galês: Castell Powis ou Castell Coch; em inglês: Powis Castle) é um castelo medieval, fortaleza e grande palácio rural localizado próximo da cidade de Welshpool, em Powys, Média Gales.
A residência do Conde de Powis é conhecida pelos seus extensos e atraentes jardins formais, terraços, parque, parque de veados e propriedade paisagística. A propriedade está ao cuidado do Instituto Nacional para Lugares de Interesse Histórico ou Beleza Natural (National Trust for Places of Historic Interest or Natural Beauty), que o administra sob o nome de "Powis Castle & Garden". Encontra-se classificado como um listed building com o Grau I desde 3 de novembro de 1981.
A futura Rainha Vitória visitou o castelo durante o seu progresso através da Inglaterra e do País de Gales em 1832.

## História

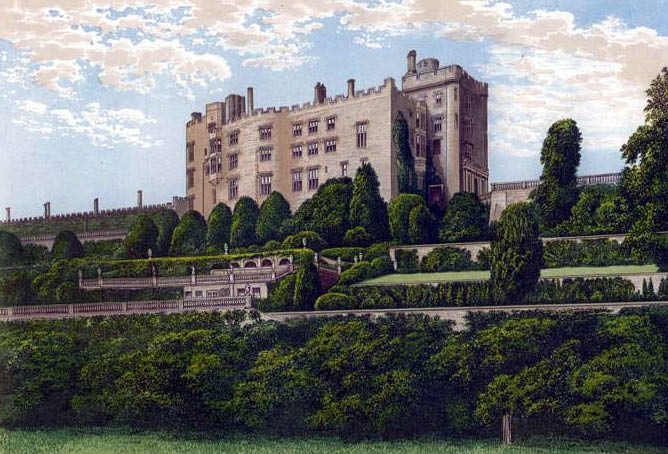
O Castelo de Powis representado no Country Seats de Morris (1880).

Pouco mudou externamente no Castelo de Powis desde a Idade Média. Powis, ao contrário do que aconteceu com outros castelos, como o Castelo de Conwy, o Castelo de Caernarfon, o Castelo de Harlech e o vizinho Castelo de Montgomery, todos eles construídos pelos ingleses para dominar e subjugar os galeses, foi a fortaleza duma dinastia de príncipes galeses. Em 1266, quatro anos depois da conquista de Gales pelo rei Eduardo I de Inglaterra, Owain ap Gruffydd ap Gwenwynwyn, o último príncipe hereditário de Powis, filho de Gruffydd ap Gwenwynwyn, que construiu o castelo, renunciou ao seu título de direito real e foi-lhe concedido o título de Barão de la Pole, (ou seja, Castelo de Pool ou de Powis) (o antigo Reino de Powys cobria a área leste de Gales, o norte de Brycheiniog e o sul de Gwynedd).
Em 1587, um descendente vendeu o senhorio e o castelo a Sir Edward Herbert (faleceu em 1595), segundo filho do primeiro Conde de Pembroke. A esposa de Sir Edward era uma católica romana e a fidelidade da família a Roma e aos reis Stuart iria marcar o seu destino por mais de um século. No dia 22 de Outubro de 1644, o Castelo de Powis foi capturado pelas tropas Parlamentaristas e só seria devolvido à família depois da restauração da monarquia, com Carlos II.
O magnífico quarto de aparato foi instalado cerca de 1665, sendo implementadas mais melhorias durante as décadas de 1670 e 1680, possivelmente sob a direcção de William Winde, que também deve ter desenhado os extraordinários jardins aterraçados. O empregador de Winde foi William, terceiro Lorde Powis (cerca de 1626–1696), que foi feito Conde de Powis, em 1674, e, depois, Marquês de Powis, em 1685. Barrado pela sua fé Católica dos altos cargos, sob Carlos II, Lorde Powis tornou-se um dos ministros chefes de Jaime II e seguiu o seu mestre para o exílio, em 1688. O segundo marquês foi reinstalado em 1722 e, aquando da morte do terceiro marquês, em 1748, o Castelo de Powis foi herdado por um seu parente protestante, Henry Arthur Herbert, de Oakly Park, Ludlow, que foi feito Conde de Powis por Jorge II da Grã-Bretanha.

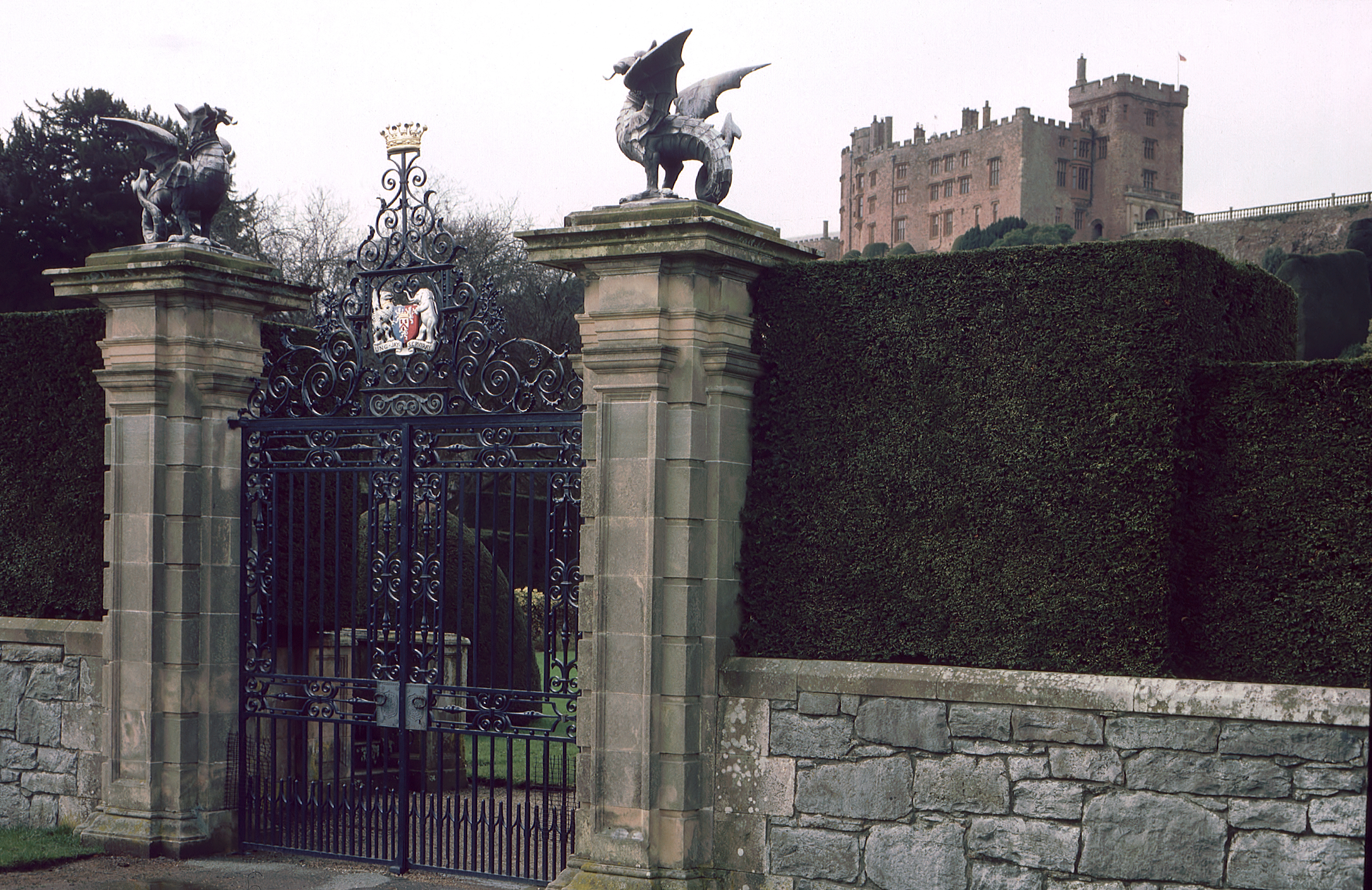
Portão de acesso à propriedade e o Castelo de Powis visto do lado do jardim.

No dia 6 de Julho de 1756, Lorde Lyttleton escreveu que "cerca de 3.000 libras gastas no Castelo de Powis fariam dele o mais augusto lugar no reino" e, em 1774, Sir John Cullum observou: "a grande situação (de Powis), o seu encanto e perspectivas magníficas, os seus extensos parques florestados de 400.000 m2 (100 acres) … tornam-no num dos primeiros lugares no reino".
em 1784, a filha de Lorde Powis, Lady Henrietta Herbert, casou com Edward Clive, o filho mais velho de Robert Clive, 1º Barão Clive, também conhecido como Clive da Índia. Este casamento conduziu à união das herdades Clive e Powis em 1801 e, em 1804, o Condado de Powis foi recriado pela terceira vez para Eduardo Clive. Então, Eduardo, de acordo com o testamento do seu tio, mudou devidamente o seu nome para Herbert. A fortuna Clive pagou as reparações ao castelo, necessárias desde há muito, as quais foram empreendidas por Sir Robert Smirke. O jardim e o parque também foram melhorados. Parte da refinada colecção de Clive da Índia, onde se incluem pinturas de velhos mestres, mobiliário francês e inglês e curiosidades italianas, foi trazida para o castelo.
As alterações finais ao Castelo de Powis foram empreendidas, no início do século XX, por G. F. Bodley para George Herbert, 4º Conde de Powis (1862–1952), cuja esposa melhorou o jardim que ela sentia ter potencialidades para ser "o mais belo na Inglaterra e Gales". Ela faleceu depois dum acidente de carro, em 1929, e Lorde Powis também perdeu os seus dois filhos, respectivamente, na Primeira e na Segunda Guerra Mundial. Aquando da sua morte, em 1952, legou o castelo e os jardins ao National Trust. George Herbert foi sucedido pelo seu primo, Eduardo Herbert (1889–1974), 5º Conde de Powia, cuja viúva, a Condessa de Powis, continuou a viver na casa de dote. Por sua vez, o 5º conde foi sucedido por Christian Victor Charles Herbert, o 6º Conde de Powis.

## Características notáveis

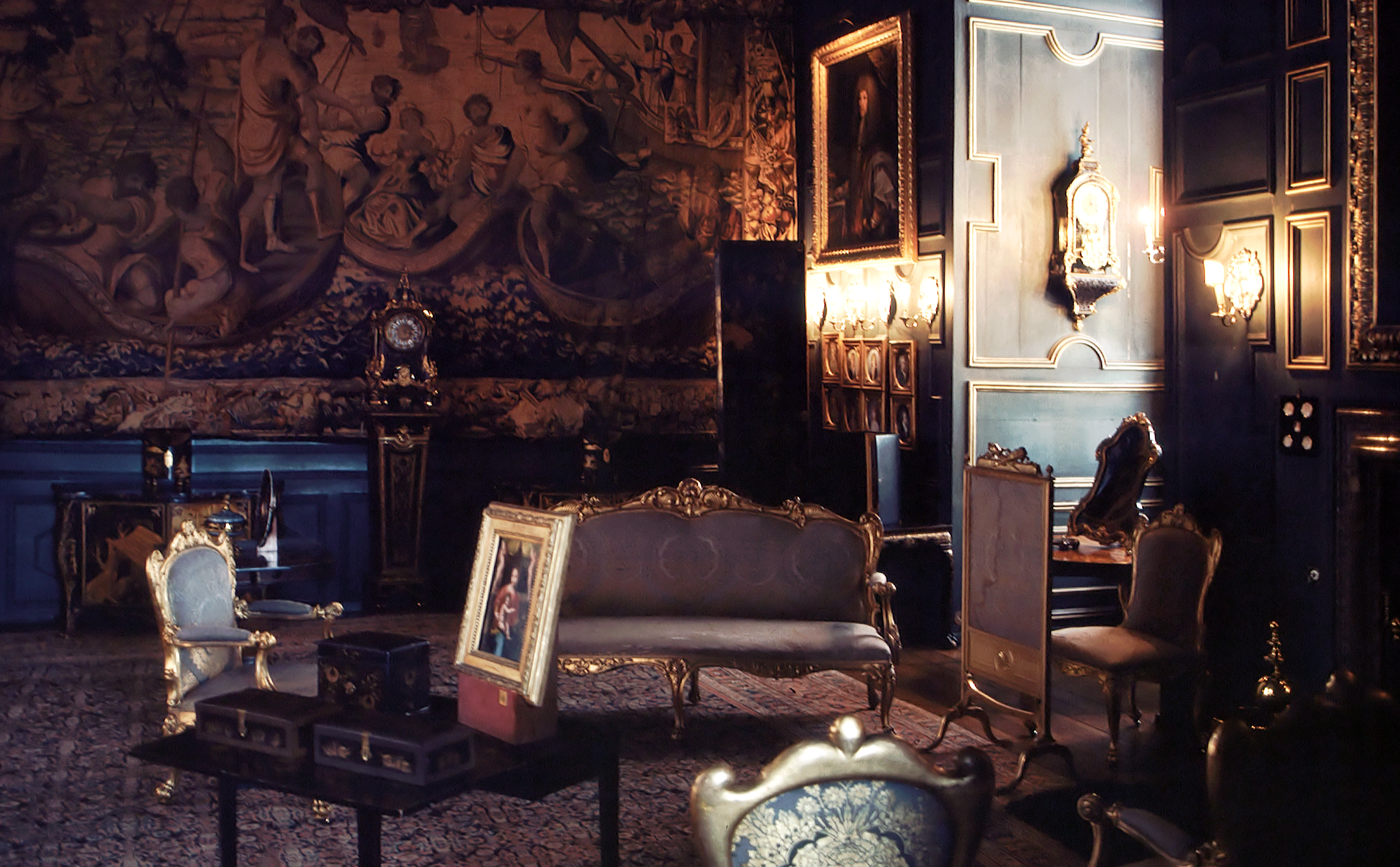
Interior do Castelo de Powis.

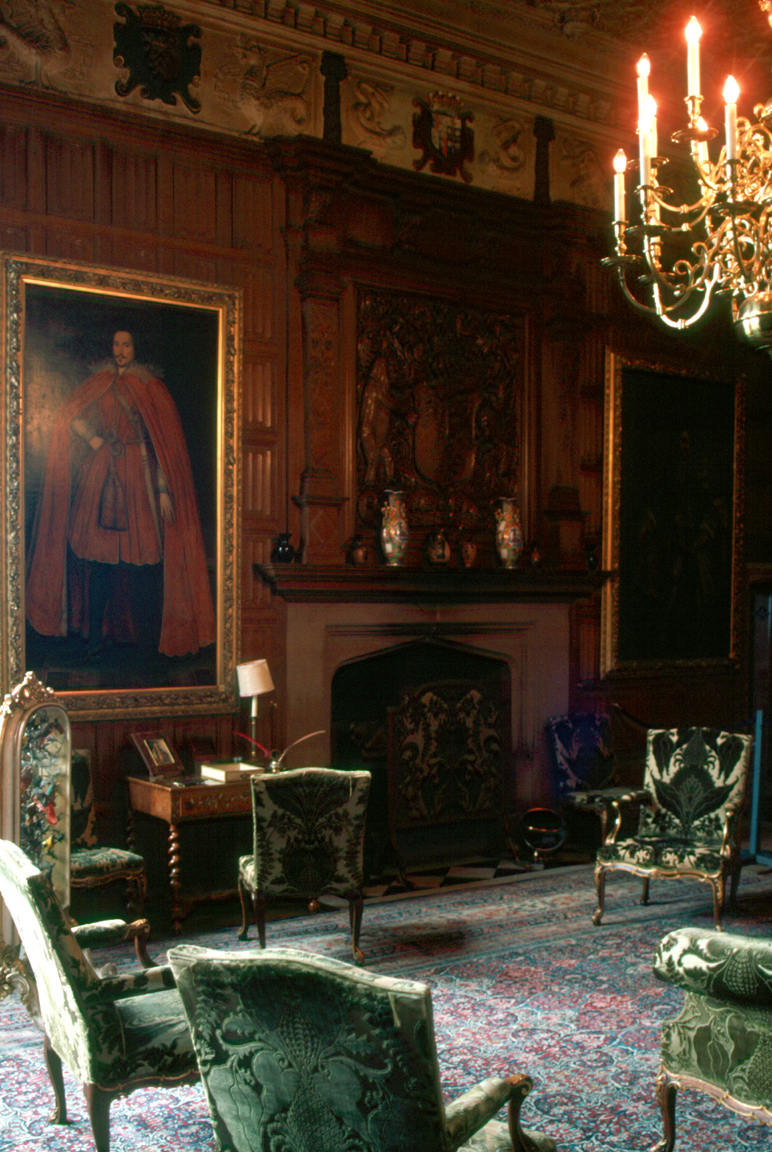
Interior do Castelo de Powis.

### Retrato por Reynolds
O castelo contém o retrato de "Lady Henrietta Antonia Herbert, Condessa de Powys (1758–1830), pintado, em 1777, por Sir Joshua Reynolds. Lady Henrietta era filha de Henry Arthur, 1º Conde de Powis e esposa de Eduardo, 2º Lorde Clive. O chapéu e o lenço de rendas que ela usa no retrato não são mostrados na gravura de 1778 (pendurada próximo) e parece terem sido acrescentados por outra mão.

### Quarto de aparato
O quarto de aparato, um notável sobrevivente da década de 1660, é o único na Grã-Bretanha onde a balaustrada ainda separa a alcova do resto do quarto. Tal desenho deriva dos dias em que os gentry (membros da baixa e média nobreza) desejavam copiar a elaborada etiqueta que regulava a corte de Luís XIV no Palácio de Versalhes. Quando estavam a ser consideradas melhorias ao castelo, em 1772, o arquitecto Thomas Farnolls Pritchard recomendou que o quarto devia ser totalmente preservado. Uma visita ao castelo feita por Carlos II de Inglaterra ainda faz parte da tradição da família.
Os ferrolhos de janela com a forma das penas do Príncipe de Gales comemoram a visita do futuro rei Eduardo VII. O seu filho e a sua nora (mais tarde Jorge V e Rainha Maria), também fizeram uma visita em 1909.

### O gato de Clive da Índia
Exposta na Longa Galeria, o grupo de mármore composto por um gato e uma cobra é romano e remonta a uma data entre o século I a.C. e o século II. Representações de gatos são raras na arte romana e o grupo Powis é único entre as esculturas clássicas sobreviventes. São conhecidas duas composições semelhantes em mosaico, de Pompeia e dos Museus Vaticanos, mas ambos representam um gato atacando um pássaro.
Parece mais provável que o conjunto de mármore tenha sido comprado por Clive da Índia para a sua esposa durante a visita que fez a Itália em 1774. O mármore foi extraído na ilha grega de Tasos e distingue-se pelos seus grandes cristais incorporados, o que dificulta o seu uso em escultura.

## O jardim
O jardim de Powis sobreviveu à reacção surgida no século XVIII contra a formalidade do desenho de jardins anterior, pelo que este jardim é um dos poucos lugares na Grã-Bretanha onde um verdadeiro jardim barroco pode ser, ainda, plenamente apreciado. Parece que os terraços foram talhados na rocha no início da década de 1770, sob a direcção de Frenchman Adrian Duvall, de Rouen, embora William Winde também possa ter estado envolvido, até à sua morte, ocorrida em 1722. O conceito de formal ou de terraços foi introduzida no norte da Europa a partir dos jardins de Itália do século XVI.
Parece que Duval pode bem ter sido um especialista em hidráulica, tendo sido responsável, principalmente, pelos impressionantes jardins de água originais, os quais foram desmantelados em 1809. Um elemento notável salvo das fontes do jardim foi a estátua de chumbo da "Fama", atribuída à oficina de Dutchman John van Nost (faleceu em 1729), a qual se situa actualmente no pátio. A peça parece ter sido cunhada a partir do mesmo molde do "Pégaso e Fama", enchido por van Nost entre 1705 e 1716 para Sir Nicholas Shireburn, em Stonyhurst, Lancashire.
Um grande volume de trabalho para restaurar e melhorar os jardins foi empreendido, a partir de 1911, por Violet Herbert, Condessa de Powis, esposa do 4º Conde de Powis, incluindo o esquema dos jardins formais no canto sudeste.